# Ice Soldiers
Soldații de gheață  (titlu original: Ice Soldiers) este un film SF canadian din 2013 regizat de Sturla Gunnarsson. În rolurile principale joacă actorii Dominic Purcell și Michael Ironside.

## Prezentare
Un om de știință descoperă cadavrele congelate și modificate genetic a trei ruși  îngropate în nordul Canadei. După ce îi decongelează își dă seama că a declanșat o amenințare mortală la adresa societății occidentale și trebuie să-i oprească cu orice cost. 

## Distribuție
- Dominic Purcell ca Malraux
- Adam Beach ca TC Cardinal
- Michael Ironside ca Col. Desmond Trump
- Gabriel Hogan ca #1
- Benz Antoine ca Sgt. Joe Gibbs
- Daina Barbeau ca Dancer #1
- Raoul Bhaneja ca Bates
- Nicu Branzea ca Lobokoff
- Greg Steven Brown ca Con 7 security
- Michael Cleland ca un Rus
- Megan Dawson ca Dansatoarea Rusă
- Stefen Hayes ca 	Mitka Dorovich
- Carinne Leduc ca Juliet
- Evie Moores ca Town council member
- Chad Racette ca Northgate Security 1962